# Jervine
La jervine est un alcaloïde stéroïde issu de plantes du genre Veratrum (vératres). Semblable à la cyclopamine, il s'agit d'une substance tératogène qui provoque des malformations congénitales graves chez les fœtus lorsqu'elle est consommée par des animaux lors de certaines phases de la gestation, pouvant provoquer des cas de cyclopie et d'holoproencéphalie.
Elle agit par inhibition de la voie de signalisation Hedgehog (Hh).